# Omicidio colposo
L'omicidio colposo (o anche omicidio involontario) è il reato consistente nella soppressione di una vita umana ad opera di una persona in conseguenza di un fatto a lei imputabile, ma compiuto senza intenzionalità. L'assenza dell'intenzionalità lo distingue dall'omicidio doloso o volontario.
L'omicidio colposo è ritenuto fatto riprovevole; tuttavia, nei diversi orientamenti, la valutazione del livello di gravità è molto disomogenea. Esso è stato disciplinato come reato in tutte le legislazioni storiche e anche oggi è oggetto di numerose disposizioni di tipo penale.

## L'omicidio nei vari ordinamenti
L'istituto in oggetto presenta sensibili differenze da un ordinamento all'altro e fra ordinamenti nazionali differenti. Per un approfondimento specifico si vedano le voci di seguito riportate.

### Italia
- Omicidio colposo (ordinamento italiano)